# Euhybus negundus
Euhybus negundus är en tvåvingeart som beskrevs av Charles Howard Curran 1931. Euhybus negundus ingår i släktet Euhybus och familjen puckeldansflugor. Inga underarter finns listade i Catalogue of Life.